# 끝없는 사랑 (1981년 영화)
《끝없는 사랑》(영어: Endless Love)은 프랑코 체피렐리가 연출한 1981년작 미국 로맨틱 드라마 영화이다. 촬영 당시 15세였던 브룩 실즈의 아름다움이 눈길을 끌었던 영화로, 톰 크루즈가 방화를 부추기는 데이비드의 친구 역으로 몇 초 간 출연하며 영화 데뷔를 하였다.
다이애나 로스와 라이오넬 리치가 부른 동명 주제가가 제54회 아카데미상 주제가상 후보로 지명되었고, 빌보드 핫 100 1위에 오르며 그해 최대 히트곡이 되었다.

## 줄거리
시카고 교외 지역 10대들인 제이드 버터필드(브룩 실즈 분)와 데이비드 액설로드(마틴 휴잇 분)는 제이드의 오빠 키스로부터 소개를 받은 후 사랑에 빠진다. 제이드네 가족은 지역 사회에서 자유분방한 생활 양식으로 잘 알려져 있고, 둘은 모든 것을 쏟아붓는 열정적인 연인 관계로 발전한다. 심지어 두 사람은 제이드의 침실에서 사랑을 나누기도 한다. 개방적인 제이드네와 달리 데이비드네 가정은 엄격하며, 데이비드의 부모는 아들의 삶에 별로 관심이 없는 부유한 정치가들이다.
어느 날 밤 제이드의 어머니 앤은 아래층으로 내려갔다가 제이드와 데이비드가 벽난로 옆에서 사랑을 나누는 것을 지켜보게 되고, 이들을 통해 대리만족하는 삶을 살기 시작한다. 그러나 제이드의 아버지 휴는 이들을 불안하게 지켜본다.
제이드의 야간 밀회는 성적에 부정적인 영향을 끼치기 시작한다. 제이드는 휴의 처방전 수면제를 훔치려고 시도하다가 걸린다. 인내심이 바닥난 휴는 둘의 교제를 학기가 끝날 때까지 30일 동안 금지시킨다. 데이비드가 매달리자 앤은 '후회할 짓'을 하지 말라고 부드럽게 구슬려 데이비드가 동의하게 한다.
학교로 돌아간 데이비드에게 친구 빌리(톰 크루즈 분)는 8살 때 신문 더미를 태우려 했던 경험을 얘기한다. 불을 지른 후 두려운 마음에 불을 껐는데 부모는 그를 화재로부터 집을 구한 영웅으로 여기고 있다고 말한다. 빌리 이야기에서 영감을 얻은 데이비드는 버터필드네 현관에 불을 지르고 잠시 떠난다. 돌아왔을 때 화염이 생각보다 크게 번져 있자 데이비드는 서둘러 집 안으로 들어가 제이드네 가족에게 이를 알리지만, 너무 늦어 집은 전소된다.
재판에서 데이비드는 2급 방화 혐의로 유죄 판결을 받고, 집행유예 5년을 선고받는다. 그 후 정신 감정을 위해 정신병원에 보내지고, 제이드와 그녀의 가족 대상으로 접근 금지 명령을 받는다. 그럼에도 불구하고 데이비드는 매일 편지를 쓰지만, 제이드와 접촉을 금지한 법원 명령 때문에 편지는 보내지지 않는다. 데이비드의 부모님은 조기 석방을 위해 연줄을 이용하고, 휴는 이를 분하게 여긴다. 데이비드는 출옥하지마자 자신이 썼던 많은 편지들을 돌려받고 왜 제이드가 답장을 보내지 않았는지 알게 된다. 데이비드는 가석방 규정 위반에 해당한다는 걸 잘 알고 있음에도 불구하고 제이드를 찾기로 결심한다.
그 사이 집을 잃어버린 버터필드 가족은 시카고에서 맨해튼으로 이사했고, 앤과 휴는 이혼 신청을 했다. 맨해튼에서 앤은 데이비드를 유혹하려고 시도하지만, 제이드는 앤을 거부하고 앤은 당황한다. 앤이 눈여겨보지 않을 때 데이비드는 앤의 주소록을 훑어 제이드가 있는 곳을 확인한다. 데이비드가 도로를 가로질러 가는 것을 목격한 휴는 데이비드를 쫓아가다가 차에 치여 죽는다. 그 장면을 포착한 휴의 새 아내 잉그리드는 데이비드가 도망가는 것을 목격한다.
이후 제이드는 데이비드의 아파트에 작별 인사를 하러 간다. 그러나 제이드가 떠나려 할 때 데이비드는 제이드를 끌어다 침대에 던지고 자신을 사랑한다는 것을 인정할 때까지 강제로 잡아 둔다. 키스는 집을 찾아 왔다가 둘이 다시 함께 있는 것을 보고는 화가 나서 아버지 휴의 죽음에 대한 책임이 데이비드에게 있다고 제이드에게 알린다. 제이드는 처음엔 이를 믿지 않지만 데이비드가 그 사실을 인정하자 겁에 질려 키스 등뒤로 숨고 데이비드는 제이드를 필사적으로 붙잡으려 한다. 키스는 경찰이 도착해 데이비드를 체포할 때까지 그와 싸운다.
징역형 5년을 선고받은 데이비드는 다시는 제이드를 보지 못할 운명에 처해질까 봐 절망한다. 호숫가에서 거행된 휴의 장례식에서 제이드는 앤에게 아무도 그녀를 데이비드처럼 사랑하지 못할 것이라고 말하고, 앤은 이를 이해하고 수긍한다. 영화 마지막 장면은 감옥 창을 통해 그에게 걸어오는 제이드를 보고 있는 데이비드를 보여 준다.

## 출연진
- 브룩 실즈 - 제이드 버터필드 역
- 마틴 휴잇 - 데이비드 액설로드 역
- 셜리 나이트 - 앤 버터필드 역: 제이드의 어머니.
- 돈 머리 - 휴 버터필드 역: 제이드의 아버지.
- 제임스 스페이더 - 키스 버터필드 역
- 아이언 지어링 - 새미 버터필드 역
- 리처드 카일리 - 아서 액설로드 역
- 비어트리스 스트레이트 - 로즈 액설로드 역
- 퍼넬러피 밀퍼드 - 잉그리드 오체스터 역
- 톰 크루즈 - 빌리 역
- 제이미 거츠 - 패티 역
- 제프 마커스 - 레너드 역
- 월트 고니 - 행인 역
- 로버트 올트먼 - 호텔 지배인 역

## 음악
동명 주제곡 "Endless Love"는 라이오넬 리치가 쓰고 다이애나 로스와 함께 불렀다. 이 노래는 빌보드 핫 100에 진입해 9주간 1위를 고수하였으며, 로스의 경력에서 가장 많이 팔린 싱글이 되었다. 1982년 제54회 아카데미상과 제39회 골든 글로브상의 주제가상 후보에 지명되었고, 그래미상에서 5개 부문 후보에 올랐다. 2011년 빌보드에서는 역대 최고의 듀엣곡 40선을 뽑으며 이 곡을 1위에 올려놓았다.

## 같이 보기
- 엔들리스 러브